# 青森発!元気印ラジオ 梅沢富美男のシャキットするべぇ!!
青森発!元気印ラジオ 梅沢富美男のシャキットするべぇ!!（あおもりはつげんきじるしラジオうめざわとみおのシャキットするべぇ）は、
2012年7月7日から2013年6月29日まで放送された青森放送（RAB）のラジオ番組である。
放送時間は土曜 8:25〜8:45。
RAB企画が製作して、青森放送で放送していた。

## 出演者

### パーソナリティー
- 梅沢富美男
- 上明戸華恵（フリーアナウンサー）

## コーナー
- 男・梅沢富美男 青森を応援させていただきます!
- 芸能界、こっそり教えちゃうよ?
- 梅沢流人生相談 シャキットせんかい!!